# Світлополянська сільська рада (Кетовський район)
Світлополя́нська сільська рада (рос. Светлополянский сельский совет) — сільське поселення у складі Кетовського району Курганської області Росії.
Адміністративний центр — селище Світлі Поляни.
Населення сільського поселення становить 817 осіб (2017; 799 у 2010, 777 у 2002).

## Склад
До складу сільського поселення входять:
| Населений пункт       | Населення, осіб (2002) | Населення, осіб (2010) |
| --------------------- | ---------------------- | ---------------------- |
| Марково, селище       | 66                     | 36                     |
| Світлі Поляни, селище | 637                    | 697                    |
| Сніжна, присілок      | 74                     | 66                     |